# Olli-Pekka Laine
Olli-Pekka Laine (Helsinki, 5 febbraio 1973) è un bassista e compositore finlandese, noto come membro del gruppo folk/progressive death metal Amorphis, e per aver fondato le band Mannhai e Barren Earth.

## Biografia
Membro fondatore della band Amorphis, vi ha fatto parte dal 1990 al 2000, per poi farvi ritorno nel 2017.  Ha anche fatto parte di altre band heavy metal finlandesi, tra cui Mannhai (2001-2006, 2016), Chaosbreed (2003-2005), Kiljuvelka-70 e Barren Earth.  
La ragione principale del suo abbandono degli Amorphis erano le differenze musicali con gli altri membri. Uscito dal gruppo, ha fondato la band stoner rock Mannhai, e nel 2001 è diventato membro per un breve periodo dei Sininen Hevonen. Nel 2003, è stato uno dei membri fondatori del supergruppo death metal finlandese Chaosbreed, insieme a Esa Holopainen, facendone parte fino al 2005.
È stato, inoltre, membro fondatore dei Barren Earth nel 2007.

## Discografia

### Amorphis
- 1992 - The Karelian Isthmus
- 1994 - Tales from the Thousand Lakes
- 1996 - Elegy
- 1999 - Tuonela
- 2018 - Queen of Time
- 2022 - Halo

### Mannhai
- 2001 - The Sons of Yesterday's Black Grouse
- 2002 - Evil Under the Sun
- 2004 - The Exploder
- 2006 - Hellroad Caravan

### Barren Earth
- 2010 - Curse of the Red River
- 2012 - The Devil's Resolve
- 2015 - On Lonely Towers

### Collaborazioni
- 2001 - The Arcanum - Suidakra
- 2006 - Dragonheads - Ensiferum
- 2007 - Victory Song - Ensiferum
- 2011 - Soundpack 17 - Viikate